# Мекбуда
Дзета Близнецов (ζ Gem, ζ Близнецов) — звезда в созвездии Близнецов, также имеет традиционное название Мекбуда (Mekbuda).

## Этимология
Название Mekbuda происходит от древнеарабского, в котором эта звезда и Mebsuta (Эпсилон Близнецов) являлись лапами льва. Mekbuda происходит от фразы, обозначающей сложенные лапы льва.
В китайском, 井 宿 (Jǐng Xiù), означает китайский астеризм Well, состоящий из ζ Близнецов, μ Близнецов, γ Близнецов, ν Близнецов, ξ Близнецов, ε Близнецов, 36 Близнецов и λ Близнецов. Следовательно, ζ Близнецов сам известен как 井 宿 七 (Jǐng Xiù Ци, то есть Седьмая Звезда Well).

## Структура
Звезда расположена на протянутой левой «ноге» Поллукса (созвездие Близнецов). Эта звезда является переменной цефеидой, её видимая звездная величина меняется от +3,7 до +4,2, с периодом около 10,2 дней. Находится на расстоянии примерно 1200 световых лет от Земли. Мекбуда является сверхгигантом.